# Gare de Kanaya
La gare de Kanaya (金谷駅, Kanaya-eki) est une gare ferroviaire de la ville de Shimada, dans la préfecture de Shizuoka au Japon. La gare est desservie par la ligne principale Tōkaidō de la JR Central, ainsi que par la compagnie privée Ōigawa Railway.

## Situation ferroviaire
La gare de Kanaya est située au point kilométrique (PK) 212,9 de la ligne principale Tōkaidō. Elle marque le début de la ligne principale Ōigawa.

## Historique
La gare de Kanaya a été inaugurée le 16 mai 1890.

## Service des voyageurs

### Accueil
La gare dispose d'un bâtiment voyageurs, avec guichets, ouvert tous les jours.

### Desserte

#### JR Central
- Ligne principale Tōkaidō :
  - voie 1  : direction Shizuoka et Numazu
  - voie 2 : direction Hamamatsu et Toyohashi

#### Ōigawa Railway
- Ligne principale Ōigawa :
  - voie 1 : direction Shin-Kanaya et Senzu